# HLB제넥스
HLB제넥스(영어: HLB Genex Inc.)는 대한민국의 기업이다. 본사는 대전시 유성구 테크노1로 65(관평동)에 위치해 있으며 대표이사는 김의중, 김도연이다. 2023년 비타푸드 아시아에 참가하였으며 는 미생물 대사를 이용한 맞춤형 효소를 개발, 생산하고 마이크로바이옴 효소 제품을 개발한다

## 투자
270억원의 투자를 유치하여 임상 시험 및 cGMP 시설을 설립할 계획이다

## 상장
2015년 5월 29일 공모가 11,000원에 상장하였다.

## 참고 문헌
1. ↑  제노포커스, 佛기업에 400억 규모 “락타아제 공급계약”, 바이오스펙테이터, 2023-11-14
2. ↑  제노포커스, 비타푸드 아시아 2023 참가...글로벌 시장 본공략, 팜뉴스, 2023.09.26
3. ↑  한국IR협의회 기술분석보고서-제노포커스 2022.06.21[깨진 링크(과거 내용 찾기)]
4. ↑  제노포커스, 270억원 투자 유치···임상·cGMP 설립, 헬로우DD, 2022.06.29